# Homatula erhaiensis
Homatula erhaiensis és una espècie de peix de la família dels balitòrids i de l'ordre dels cipriniformes.

## Morfologia
Fa 8,7 cm de llargària màxima.

## Hàbitat i distribució geogràfica
És un peix d'aigua dolça, demersal i de clima subtropical, el qual viu a la Xina: el llac Erhai a la conca del riu Iang-Tsé a Yunnan.

## Observacions
És inofensiu per als humans.